# Cathédrale de Nocera Inferiore
La cathédrale de Nocera Inferiore est une église catholique romaine de Nocera Inferiore, en Italie. Il s'agit de la cathédrale du diocèse de Nocera Inferiore-Sarno.

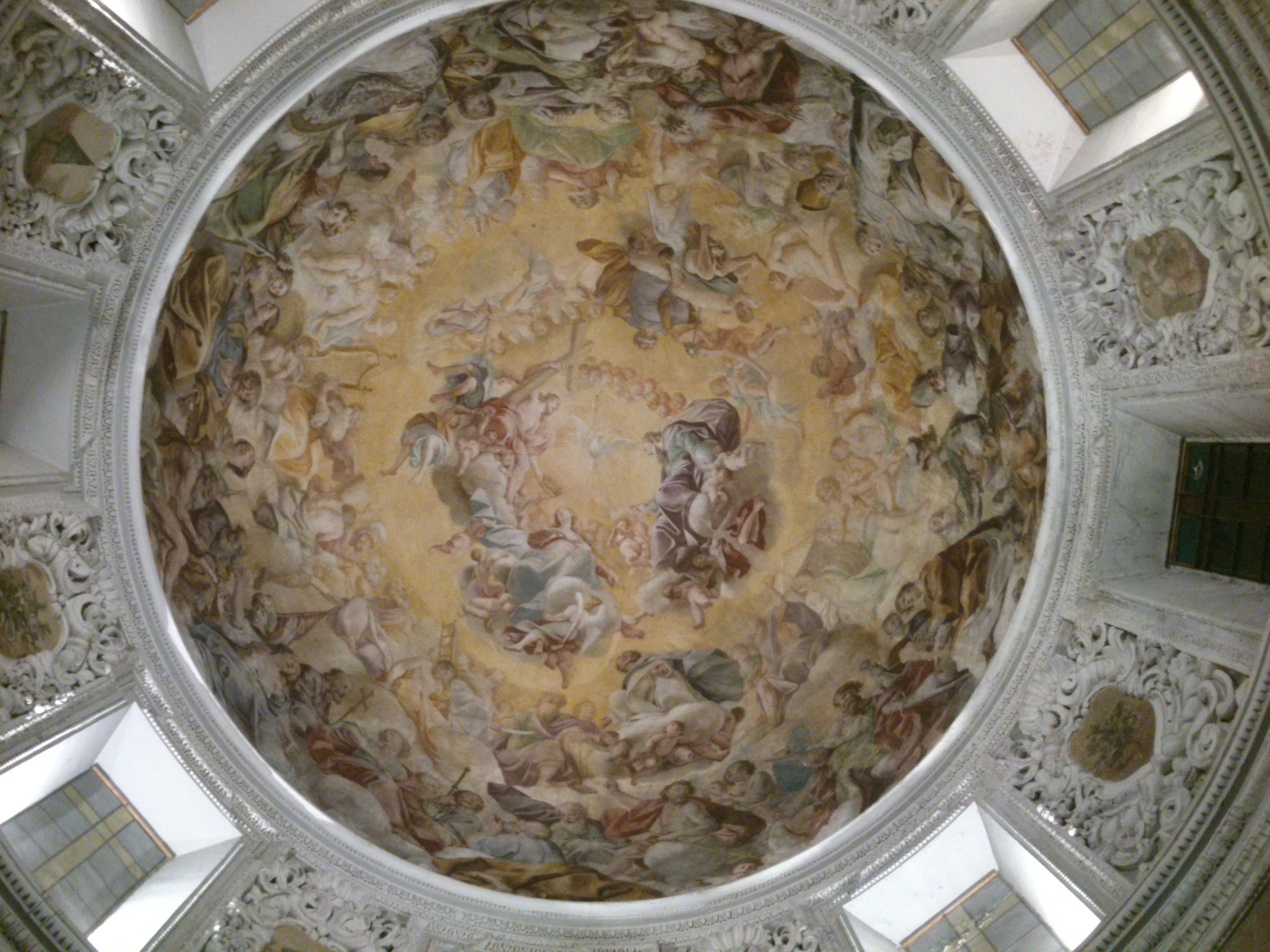
Angelo Solimena, Gloria del Paradiso